# Cincinnatia integra
Cincinnatia integra är en snäckart som först beskrevs av Thomas Say 1829.  Cincinnatia integra ingår i släktet Cincinnatia och familjen tusensnäckor. Inga underarter finns listade i Catalogue of Life.